# Ian Walker (football)
Pour les articles homonymes, voir Ian Walker.
Ian Michael Walker est un footballeur anglais né le 31 octobre 1971 à Watford. Il évolue au poste de gardien de but.

## Biographie
Leicester City a déboursé 2,6 M€ pour l'acquérir en 2001.

## Carrière
- 1989-2001 : Tottenham Hotspur  Angleterre
- 1989-1990 : Oxford United  Angleterre
- 1989-1990 : Ipswich Town  Angleterre
- 1990-2001 : Tottenham Hotspur  Angleterre
- 2001-2005 : Leicester City  Angleterre
- 2005-2008 : Bolton Wanderers  Angleterre
- Entraineur des gardiens de but au club de Shanghai Shenhua FC en 2012[1]

## Palmarès
- 4 sélection et 0 but avec l'équipe d'Angleterre entre 1994 et 2004
- Vainqueur de la League Cup en 1999 avec Tottenham